# Wet van de multipele proporties
De wet van de multiple proporties of wet van de meervoudige verhoudingen stelt dat reagentia steeds in dezelfde verhouding gemengd moeten worden om hetzelfde product op te leveren. In de tweede helft van de 18e eeuw is er veel discussie geweest rond de verhoudingen waarin stoffen gemengd moesten worden om tot een andere stof te kunnen reageren. Vooral de zuiverheid van de reagentia speelde een belangrijke rol in deze discussie.

## Voorbeeld
In het demonstratie-experiment waarin ijzer(II)sulfide gevormd wordt, reageren zwavel en ijzer steeds in de massa-verhouding 4:7 met elkaar tot ijzer(II)sulfide.
Tegenwoordig kunnen we deze vaste verhouding verklaren uit de valenties van de reagerende stoffen en de verhouding van hun atoommassa's.